# Юрьев-Польский
Ю́рьев-По́льский (Ю́рьев-Польско́й) — город (с 1152 года) в России. Административный центр Юрьев-Польского района Владимирской области.
Образует одноимённое муниципальное образование город Юрьев-Польский со статусом городского поселения как единственный населённый пункт в его составе.

## Этимология

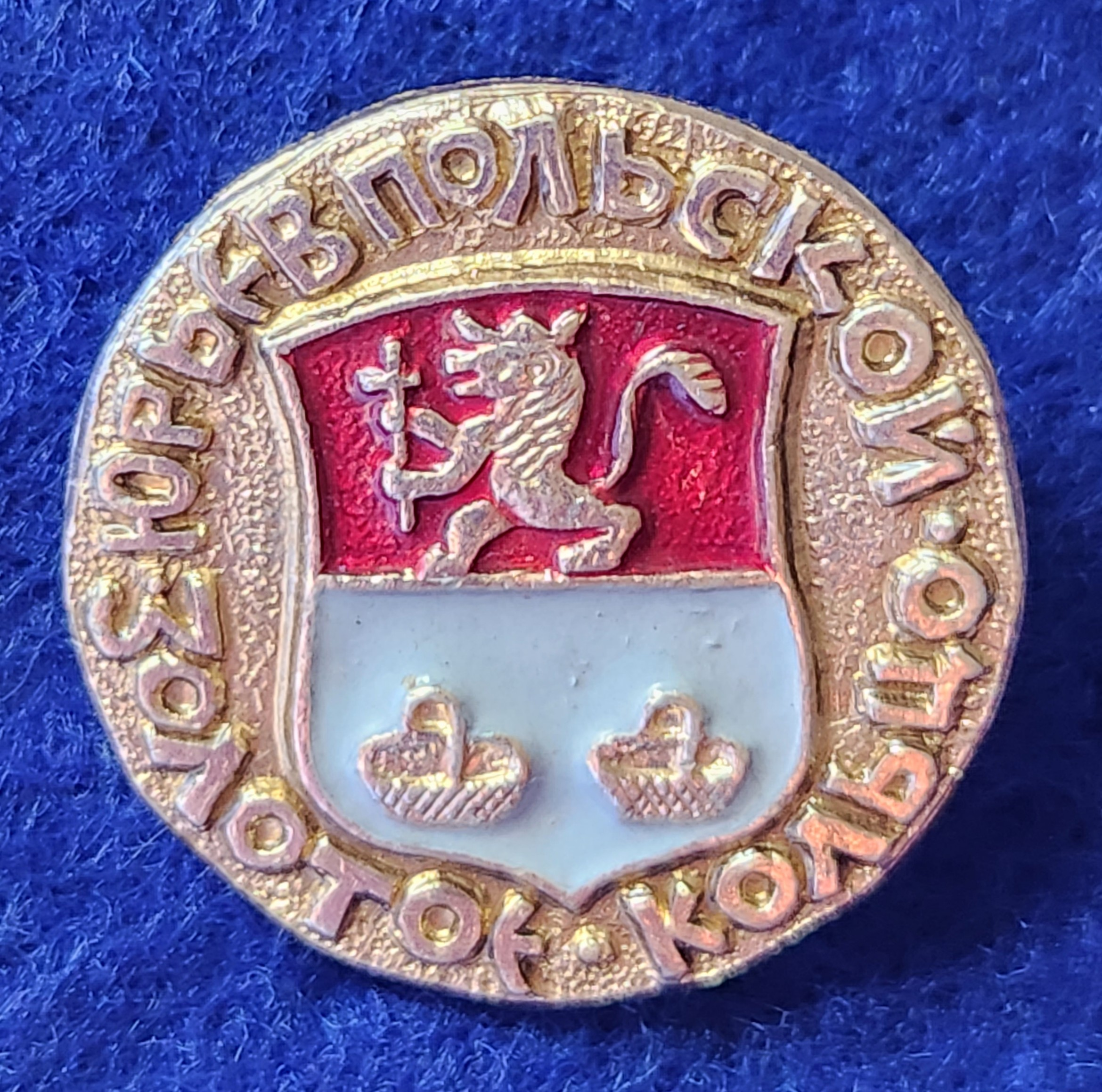
«Ю́рьев-Польско́й» в геральдической серии значков с гербами городов «Золотого Кольца России» 1970-е годы

В летописях город первоначально назывался Гюргев или Гергев по имени его основателя Юрия Долгорукого. Вторая часть названия, происходящая от слова «поле», так как город стоит на суздальском Ополье, появилась для уточнения местоположения из-за существования в этот период других городов с тем же именем: до 1224 года Юрьева (Тарту), а с 1224 года Юрьева-Повольского (Юрьевца), Юрьева в Поднепровье (ныне, вероятно, Белая Церковь Киевской области Украины). До середины XX века параллельно бытовала форма «Ю́рьев-Польско́й». Этот вариант даже был закреплён в советское время при производстве сувенирных значков с гербом города. Однако исторический документ — Никоновская летопись — гласит: «…князь великий Юрий Долгорукий в своё имя град заложи, нарицаемый По́льский». Уже в древнем документе использована именно форма Польский. Параллелизм названий «Ю́рьев-Польско́й» и «Юрьев-Польский» зафиксирован в виде двух вариантов написания названия города в БСЭ. В настоящее время на всех картах и в официальных документах город именуется Юрьевым-По́льским.

## География
Расположен на реке Колокше (приток реки Клязьмы), в 68 км к северо-западу от Владимира и в 180 км к северо-востоку от Москвы.

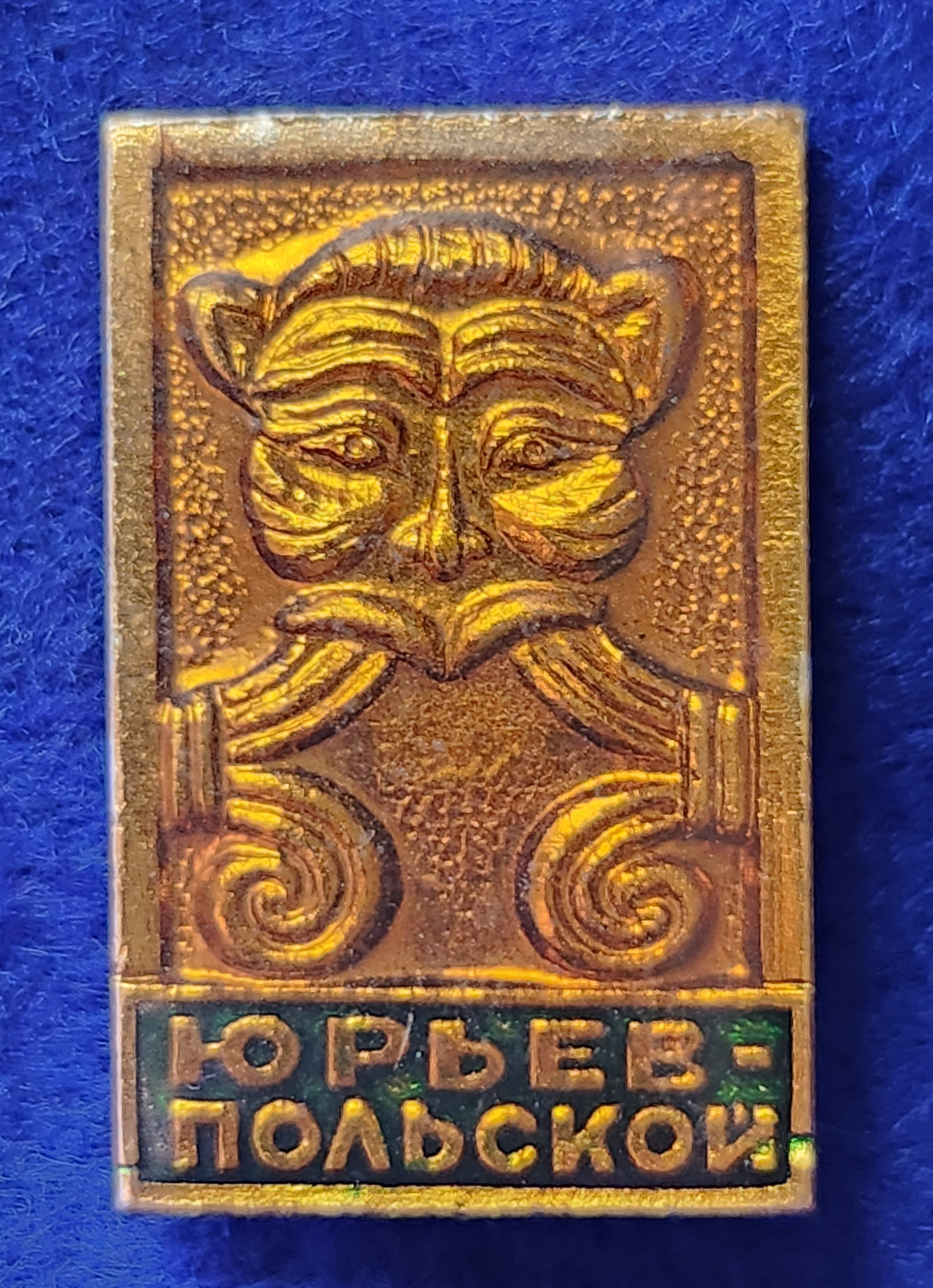
Юрьев-Польской значок с фрагментом уникального рельефа резьбы по камню на внешней стене Георгиевского собора (1230—1234), разрушен и перестроен в XV веке.

## История
Город основан в 1152 году Юрием Долгоруким. По его приказу был сооружён почти круглый детинец, который был обнесён сохранившимися до наших дней земляными валами высотой до 7 м, с деревянными стенами. На территории крепости в 1234 году возведён Георгиевский собор.
Город возник в районе концентрации финно-угорского племени меря, о чём свидетельствуют мерянские гидронимы Колокша и Гза (Кза). Город как раз занимает стратегическую позицию у места слияния этих двух рек.
С 1212 года Юрьев-Польский являлся центром удельного княжества, во главе которого стоял сын Всеволода Большое Гнездо Святослав. В период его правления в детинце основан княжеский Михайло-Архангельский монастырь.
В 1216 году рядом с городом состоялась знаменитая Липицкая битва.
В 1238, 1382 и 1408 годах город разорялся монголо-татарским нашествием. В 1340 году вошёл в состав Великого Московского княжества.
По велению Ивана Грозного был подарен сыну астраханского хана Абдулле Ак-Кубекову, перешедшему на сторону русских ещё до падения Астрахани.
Во времена смуты начала XVII века Юрьев-Польский был сожжён поляками. С середины XVII века начался экономический рост города, которому способствовало его нахождение на Большой Стромынской дороге, соединявшей суздальские земли с Москвой.
В XVII—XVIII веках был заново построен ансамбль Михайло-Архангельского монастыря, в котором выделяются расположенная в западной части монастырской ограды надвратная Богословская церковь 1670 года, а также монументальная шатровая колокольня XVII века и Знаменская трапезная церковь.
С 1708 года в составе Московской губернии. В 1719 году становится центром Юрьев-Польской провинции. С 1778 года — уездный город. С 1796 года во Владимирской губернии. В 1781 Юрьеву был пожалован герб: в верхней части размещен владимирский губернский лев, а в нижней — две корзины, наполненные вишней, которой изобиловали эти места. Исторический герб Юрьев-Польского сохранился до сегодняшнего дня.
В 1854 году учреждено Юрьевское общество сельского хозяйства, которое, в соответствии со своим уставом, ежегодно устраивало выставки сельскохозяйственной продукции и промышленности. На этих выставках производились испытания машин и земледельческих орудий, состязание пахарей и раздача наград трудолюбивым и трезвым рабочим.
В 1871 году сильнейший пожар уничтожил множество зданий в центральной части Юрьев-Польского — жилые дома, торговые ряды, Введенский монастырь. После пожара торговые ряды были перестроены в камне, а в 1893 году в городе основано Добровольное пожарное общество с пожарным депо, где устраивались любительские спектакли и танцы. В городском саду под оркестр пожарных проходили гуляния.
В начале XX века Юрьев-Польский насчитывал до 6 тысяч жителей, здесь действовали 13 ткацких фабрик. Были открыты женская прогимназия, реальное училище, высшее начальное училище, богадельня. В 1913 году в город было проведено электричество, предполагалось поставить 80 фонарей.
11 июля 1919 год государственные учреждения города были разграблены в ходе восстания зелёной бандой крестьянина и бывшего штабс-капитана Ефима Скородумова (Юшки).
В 1920 году основан Юрьев-Польский историко-архитектурный и художественный музей, который позднее превращен в историко-архитектурный и художественный. В 1974—1989 гг. музей являлся филиалом в составе Владимиро-Суздальского музея-заповедника. С 1989 году он приобрел статус самостоятельного музея.
До 2010 года Юрьев-Польский имел статус исторического поселения, однако приказом Министерства культуры РФ от 29 июля 2010 г. № 418/339 был этого статуса лишён.

## Экономика и транспорт

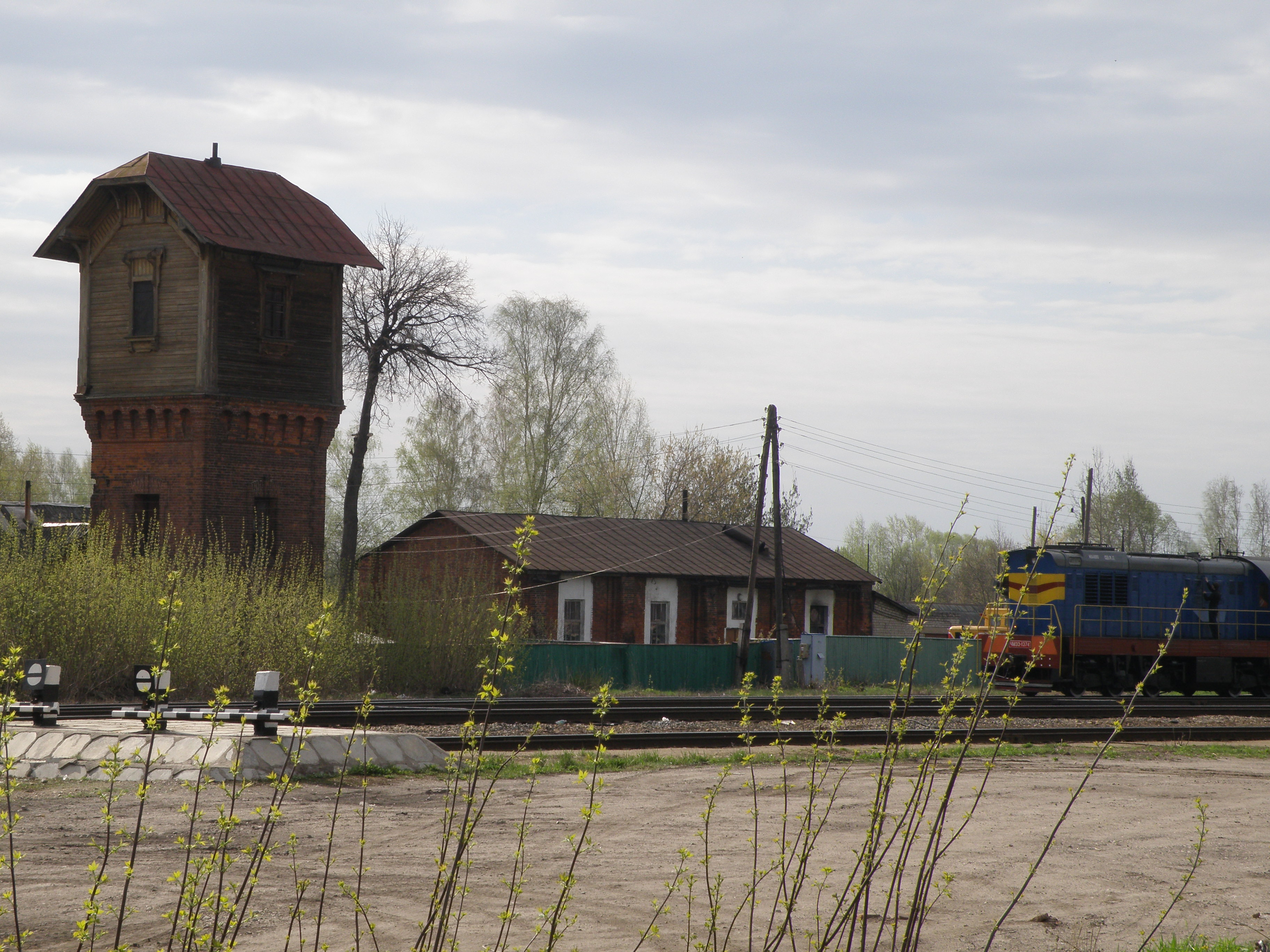
Железнодорожная станция Юрьев-Польский. Построена по проекту Льва Кекушева и Иллариона Иванова-Шица.

- ткацко-отделочная фабрика «Авангард» (махровые ткани, мебельные и лёгкие ткани и изделия из них);
- завод «Промсвязь» (электросиловое оборудование);
- Юрьев-Польский молочный комбинат "Ополье", производственный филиал компании ПепсиКо;
- Юрьев-Польский мясокомбинат;

В районе было развито коневодство (владимирские тяжеловозы), мясо-молочное животноводство.
Через город проходит Ивановский ход Северной железной дороги, действует станция Юрьев-Польский с ежедневным пассажирским сообщением до Москвы, Александрова, Иванова, Кинешмы.
• На территории Юрьев-Польского района, находятся: 19 школ, 6 детских садов, и "Юрьев-Польский индустриально-гуманитарный колледж" "ЮПИГК"

## Население
| 1856    | 1859    | 1897    | 1913    | 1923    | 1926    | 1931    | 1939    | 1959    |
| ------- | ------- | ------- | ------- | ------- | ------- | ------- | ------- | ------- |
| 3400    | ↗4279   | ↗5759   | ↗10 900 | ↘6800   | ↗8100   | ↗10 400 | ↗15 158 | ↗16 801 |
| 1967    | 1970    | 1979    | 1989    | 1992    | 1998    | 2000    | 2001    | 2002    |
| ↗19 000 | ↗22 096 | ↘21 091 | ↗22 200 | →22 200 | ↘21 300 | ↘20 800 | ↘20 600 | ↘19 906 |
| 2003    | 2005    | 2006    | 2008    | 2009    | 2010    | 2011    | 2012    | 2013    |
| ↘19 900 | ↘19 500 | ↘19 400 | ↗19 600 | ↘19 510 | ↗19 595 | ↘19 582 | ↘19 556 | ↘19 319 |
| 2014    | 2015    | 2016    | 2017    | 2018    | 2019    | 2020    | 2021    |         |
| ↘19 137 | ↘19 031 | ↘18 737 | ↘18 610 | ↘18 433 | ↘18 237 | ↘18 098 | ↘17 276 |         |

На 1 января 2025 года по численности населения город находился на 738-м месте из 1124 городов Российской Федерации.
Национальный состав
По итогам переписи населения 2020 года проживали следующие национальности (национальности менее 0,1 % и другое, см. в сноске к строке «Другие»):
| Национальность | Численность, чел. | Доля     |
| -------------- | ----------------- | -------- |
| Русские        | 15 379            | 89,02 %  |
| Таджики        | 73                | 0,42 %   |
| Украинцы       | 57                | 0,33 %   |
| Узбеки         | 56                | 0,32 %   |
| Татары         | 24                | 0,14 %   |
| Армяне         | 22                | 0,13 %   |
| Молдаване      | 20                | 0,12 %   |
| Другие         | 1645              | 9,52 %   |
| Итого          | 17 276            | 100,00 % |

## Достопримечательности

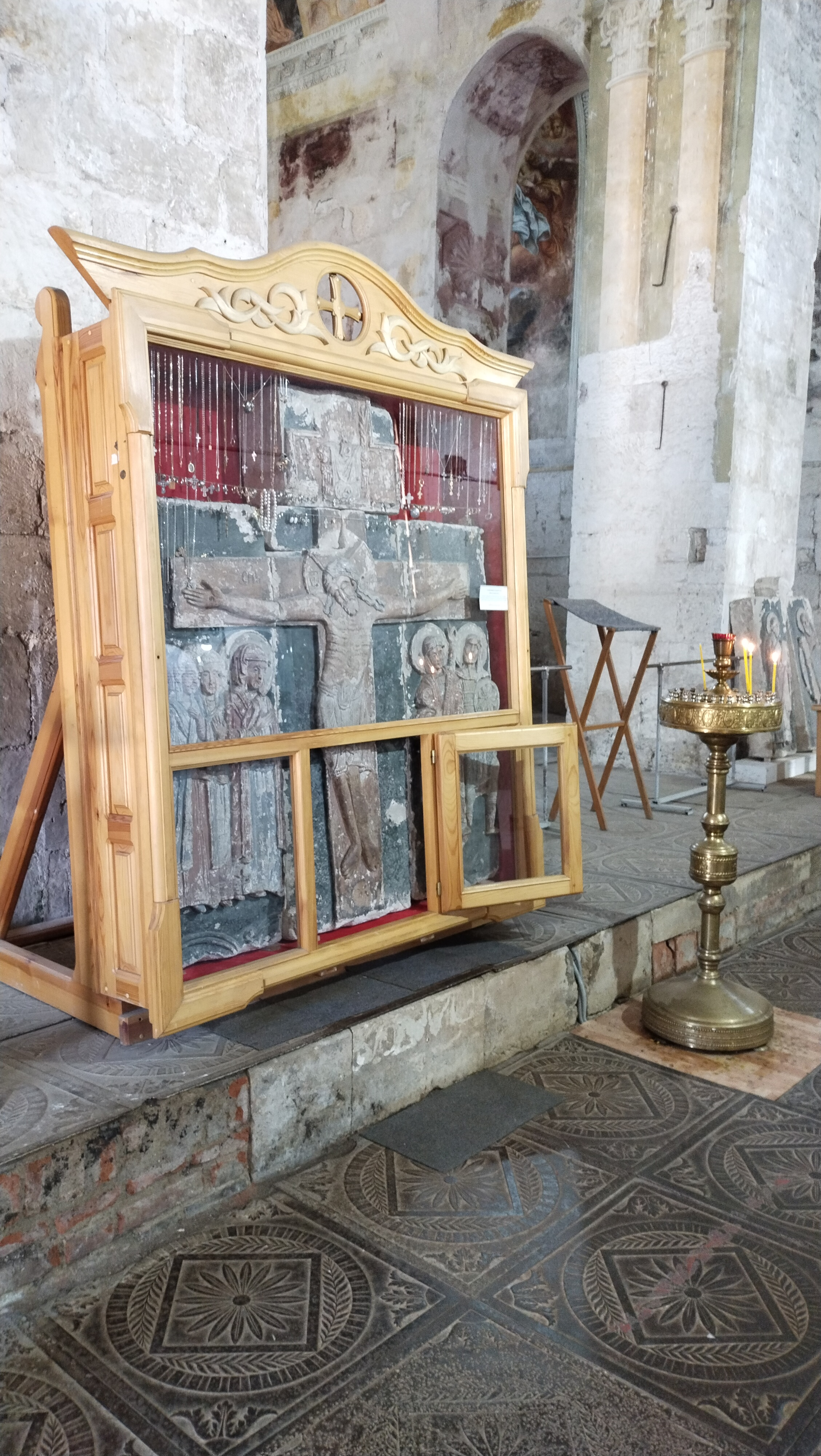
Святославов крест в современной экспозиции Георгиевского собора, 2022 г.

Юрьев-Польский входит в состав Золотого кольца России. Наиболее известные архитектурные памятники города:
- Михайло-Архангельский монастырь (XVII век) с собором (1792);
- Петропавловский монастырь (XIX век);
- Знаменская церковь (1625);
- Георгиевский собор (1230—1234, реконструкция XV века), В экспозиции собора-музея представлен так называемый Святославов крест — памятник изобразительного искусства домонгольской эпохи, воспринимаемый верующими как чудотворный образ;
- остатки валов Юрьев-Польского кремля XII века;
- храм Рождества Христова XVIII века;
- храм Никиты Мученика XVIII века;
- Троицкий собор.

Курган в урочище Юрьева гора. Был исследован в 1852 году русским археологом Алексеем Уваровым. Содержал погребение воина-кочевника с конём, датированное XII веком. Остатки кургана впоследствии были разрушены при строительных работах.
Поблизости, в селе Сима расположена бывшая усадьба князей Голицыных. Здесь в сентябре 1812 года скончался герой Отечественной войны, генерал Пётр Багратион.
| - Михайло-Архангельский монастырь - Георгиевский собор - Фрагмент резьбы по камню на внешней стене Георгиевского собора |

## Города-побратимы
- Хынчешты[37].
- Литомержице.
- Сагареджо.

## Юрьев-Польский в кино
Весной 1967 года в Юрьев-Польском снималась первая серия фильма «Золотой телёнок». Также в городе проходили съёмки фильмов «Седьмой день» (2006, реж. Каха Кикабидзе), «Юрьев день» (2008, реж. Кирилл Серебренников), «Гуляй, Вася!» (2017, реж. Роман Каримов) и сериала «Русский шоколад» (2010, реж. Дарья Полторацкая).